# Шафтер (Каліфорнія)
Шафтер (англ. Shafter) — місто (англ. city) в США, в окрузі Керн штату Каліфорнія. Населення — 19 953 особи (2020).

## Географія
Шафтер розташований за координатами 35°28′41″ пн. ш. 119°11′57″ зх. д. / 35.47806° пн. ш. 119.19917° зх. д. (35.478000, -119.199191).  За даними Бюро перепису населення США в 2010 році місто мало площу 72,38 км², уся площа — суходіл. В 2017 році площа становила 102,35 км², уся площа — суходіл.

### Клімат
| Клімат : Шафтер | Клімат : Шафтер | Клімат : Шафтер | Клімат : Шафтер | Клімат : Шафтер | Клімат : Шафтер | Клімат : Шафтер | Клімат : Шафтер | Клімат : Шафтер | Клімат : Шафтер | Клімат : Шафтер | Клімат : Шафтер | Клімат : Шафтер | Клімат : Шафтер |
| Показник | Січ.            | Лют.            | Бер.            | Квіт.           | Трав.           | Черв.           | Лип.            | Серп.           | Вер.            | Жовт.           | Лист.           | Груд.           | Рік             |
| Абсолютний максимум, °C | 27,2            | 30,0            | 33,9            | 38,3            | 42,8            | 45,0            | 46,1            | 45,0            | 43,9            | 40,6            | 33,3            | 27,2            | 46,1            |
| Середній максимум, °C | 13,9            | 18,3            | 21,1            | 25,6            | 30,6            | 34,4            | 37,2            | 36,7            | 33,3            | 27,8            | 19,4            | 13,9            | 26,1            |
| Середній мінімум, °C | 2,8             | 4,4             | 6,1             | 8,3             | 11,7            | 15,0            | 17,2            | 16,7            | 14,4            | 9,4             | 4,4             | 1,1             | 9,3             |
| Абсолютний мінімум, °C | −7,2            | −5,6            | −3,3            | −0,6            | 3,9             | 6,1             | 9,4             | 7,8             | 5,0             | −1,7            | −6,1            | −10             | −10             |
| Норма опадів, мм | 34              | 35              | 41              | 15              | 6               | 3               | 0               | 1               | 5               | 9               | 16              | 22              | 187             |
| --- | --------------- | --------------- | --------------- | --------------- | --------------- | --------------- | --------------- | --------------- | --------------- | --------------- | --------------- | --------------- | --------------- |
| Джерело: The Weather Channel Monthly Averages for Shafter, CA. The Weather Channel Interactive, Inc. 2011. Архів оригіналу за 23 жовтня 2012. Процитовано 12 січня 2011. |                 |                 |                 |                 |                 |                 |                 |                 |                 |                 |                 |                 |                 |

## Демографія
Згідно з переписом 2010 року, у місті мешкало 16 988 осіб у 4230 домогосподарствах у складі 3647 родин. Густота населення становила 235 осіб/км².  Було 4521 помешкання (62/км²).
Расовий склад населення:
| - 48,0 % — білих - 1,3 % — чорних або афроамериканців - 1,2 % — корінних американців - 0,7 % — азіатів - 0,1 % — вихідців з тихоокеанських островів - 45,0 % — осіб інших рас |

До двох чи більше рас належало 3,8 %. Частка іспаномовних становила 80,3 % від усіх жителів.
За віковим діапазоном населення розподілялося таким чином: 36,0 % — особи молодші 18 років, 57,4 % — особи у віці 18—64 років, 6,6 % — особи у віці 65 років та старші. Медіана віку мешканця становила 25,9 року. На 100 осіб жіночої статі у місті припадало 105,6 чоловіків;  на 100 жінок у віці від 18 років та старших — 107,5 чоловіків також старших 18 років.
Середній дохід на одне домашнє господарство  становив 52 897 доларів США (медіана — 40 881), а середній дохід на одну сім'ю — 55 547 доларів (медіана — 42 538). Медіана доходів становила 34 781 долар для чоловіків та 24 283 долари для жінок. За межею бідності перебувало 21,7 % осіб, у тому числі 28,1 % дітей у віці до 18 років та 14,0 % осіб у віці 65 років та старших.
Цивільне працевлаштоване населення становило 5642 особи. Основні галузі зайнятості: сільське господарство, лісництво, риболовля — 34,1 %, освіта, охорона здоров'я та соціальна допомога — 11,4 %, виробництво — 8,0 %, роздрібна торгівля — 7,2 %.